# Christoph Probst
Christoph Probst (Murnau am Staffelsee, 6 de novembro de 1919 - 22 de fevereiro de 1943) foi um membro da resistência alemã contra o nazismo durante o período do Terceiro Reich.

## Biografia
Probst era filho de Hermann Probst, um especialista em sânscrito que se relacionava com artistas que depois foram considerados "decadentes" pelo nazismo, e que inclusive casou com uma judia. Desse matrimónio nasceu Christoph Probst, que se formou em escolas que não reproduziam as ideias nazistas. Depois de realizar o serviço militar, começou os seus estudos de Medicina na Universidade Ludwig Maximilian de Munique, onde contatou com Hans Scholl, Alexander Schmorell e outros estudantes que fariam parte do grupo de resistência antinazi conhecido com o nome da Rosa Branca; e, com 21 anos, casou com Herta Dohrn, com quem teve três filhos.
Probst não participou na redação de nenhum dos panfletos da Rosa Branca, mas realizou um desenho para o sétimo panfleto. Esse desenho foi topado entre as cópias do sexto panfleto que Hans Scholl e Sophie Scholl portavam para distribuir nas imediações da Universidade de Munique quando foram descobertos e presos pela Gestapo em 18 de fevereiro de 1943. Probst foi imediatamente preso também e processado pelo juiz Roland Freisler do Tribunal Popular nazi. Os três foram decapitados quatro dias mais tarde na Prisão Stadelheim
Depois da execução, outros membros da Rosa Branca foram presos e executados.

## Homenagem
Em sua homenagem, o complexo do Exército em Hochbrück foi rebatizado com seu nome no final de 2019.